# Inonotus marginatus
Inonotus marginatus är en svampart som beskrevs av Ryvarden 2002. Inonotus marginatus ingår i släktet Inonotus och familjen Hymenochaetaceae.   Inga underarter finns listade i Catalogue of Life.